# Eszenyi baptista gyülekezet
Eszeny a Tisza partján, a magyar határ mellett fekvő, közel 1800 lelkes település Kárpátalján, Ukrajnában. Az Osztrák-Magyar Monarchia ideje alatt a településen egy virágzó és életteljes magyar baptista gyülekezet jött létre. Miután a gyülekezet nagy része elöregedett, a szovjet hatóságok a baptista imaházat elkobozták és lebontották, a helyére pedig művelődési házat építettek.

## Az eszenyi baptista misszió elindulása
Több tanulmány szerint a kárpátaljai Eszenyben Bertalan Sándor munkája alapozta meg a baptista missziót még 1905. előtt. Azonban nagy valószínűség szerint ez a megállapítás téves lehet, mivel a Baptista Levéltári adatok szerint Bertalan Sándor 1889. március 9-én született és csak 1906. február 6-án merítette be őt Balogh Lajos.
Biztosabb információnak tűnik Csopják Attila közlése, amelyben Varga József prédikátor munkásságával kapcsolatban említi Eszenyt:

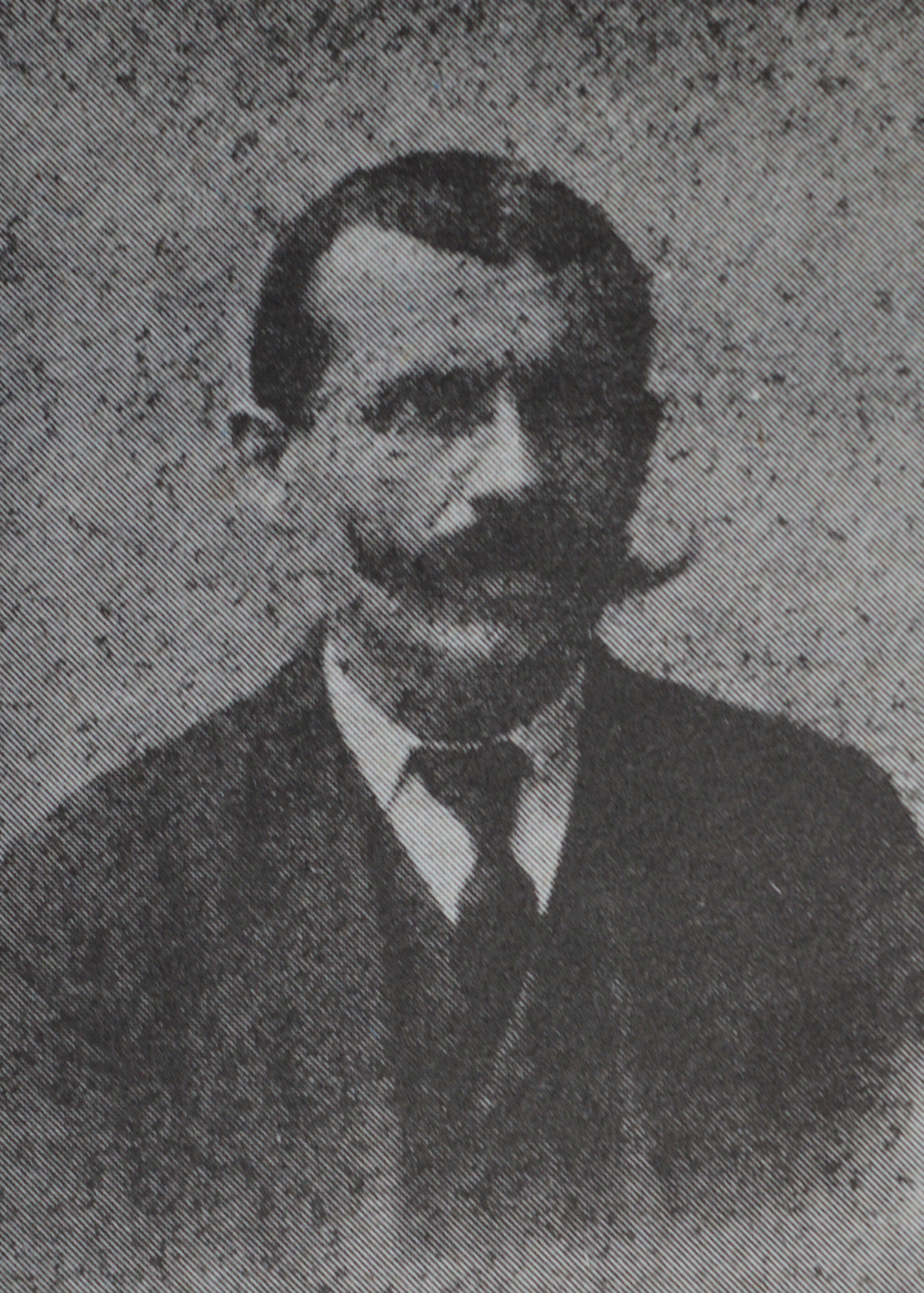
Varga József (1870-1935) baptista lelkipásztor

“Az 1905. évben Eszenyben, Munkácson és Nagydobronyban már mint prédikátor teljesítette tisztét szintén nagy próbák és küzdelmek közt. Rövid néhány év alatt azután 175 gyülekezeti tag volt ezen a vidéken.”
A baptistákat, más településekhez hasonlóan, Eszenyben is “hívő” ragadványnévvel kezdték el szólítani. Később a Jehova Tanúit nevezték így. A baptista Badó családról csak annyi emlékünk maradt, hogy a falubeliek "hívő" Badónak szólították.
Ezekben a korai években Balogh Lajos úgynevezett “téli evangélistáknak” küldte ki erre a területre Mónus Jánost és Rózsa Ernőt. “A tél, a lélek nyara!” – mondták akkoriban, hiszen a földművelésből élő emberek, télen jobban ráértek elcsendesedni és szívesebben elmentek egy-egy esti bibliaórára, mint más évszakokban. Ezt használták ki a téli misszionáriusok, vagy evangélisták.
Az Igazság Hírnöke beszámol arról, hogy Varga József 1908. szeptember 13-án 17 személyt merített be a Tisza folyónál Eszenyben.
1912-ben a Baptista Hitközségben két eszenyi gyülekezeti tagot is szolgálattal bíznak meg. Papp Károlyt megválasztják a baptista “Tiszavidéki Szövetség” bizottságának egyik tagjává, Mező Ferencet pedig újból a pénztárosi feladatokkal bízzák meg.
1913-ban Nagydobronyban a második alkalommal szerveztek bemerítési ünnepet. A nyolc bemerítkező személy közül hárman az eszenyi gyülekezet tagjai lettek.
Az ágcsernyői és az eszenyi gyülekezet gyakran látogatta egymást és segítették egymás szolgálatát. 1913. karácsonyán a nemrég alakult ágcsernyői vonósok Eszenybe is ellátogattak. Vaskó József így számol be élményeiről:
“De mi történt, mikor megérkeztünk az Eszenyi imaházba? Este fél 7 órakor a testvérek éppen bevégezték az imaórát és szívélyesen üdvözöltük a testvéreket és barátokat, de csak alig hogy mi is befértünk, úgy meg volt telve az imaház lelkekkel, akik azután serkentettek minket, hogy vegyük csak elő hangszereinket és örvendeztessük meg őket kedves énekekkel. Amire mi sem voltunk restek, mivel ezt a sok látogató és barátaink is óhajtották.
Másnapra kelve, vasárnap volt: délig imaóra az istentisztelettel egybekötve, délután vasárnapi iskola visszaemlékezés az elmúlt leckékre és zeneelőadás, este pedig szintén 5 óra után mindjárt meg kellett kezdeni az isteni tiszteletet, mert a nép már összejött úgy, hogy voltak testvéreink, akik kiszorultak az előszobába vagy még be se jöhettek. Az ablakok szinte el voltak állítva. Az isteni tiszteletet Rózsa Ernő testvér vezette, felolvasván alapigéül Lukács ev. 16. r. 1-13-ig, a hamis sáfár példáját fejtegette.”
1914-ben Varga József elhagyta ezt a misszióterületet, mert elfogadta a törökszentmiklósi baptista gyülekezet meghívását.

## Elkészül az imaház

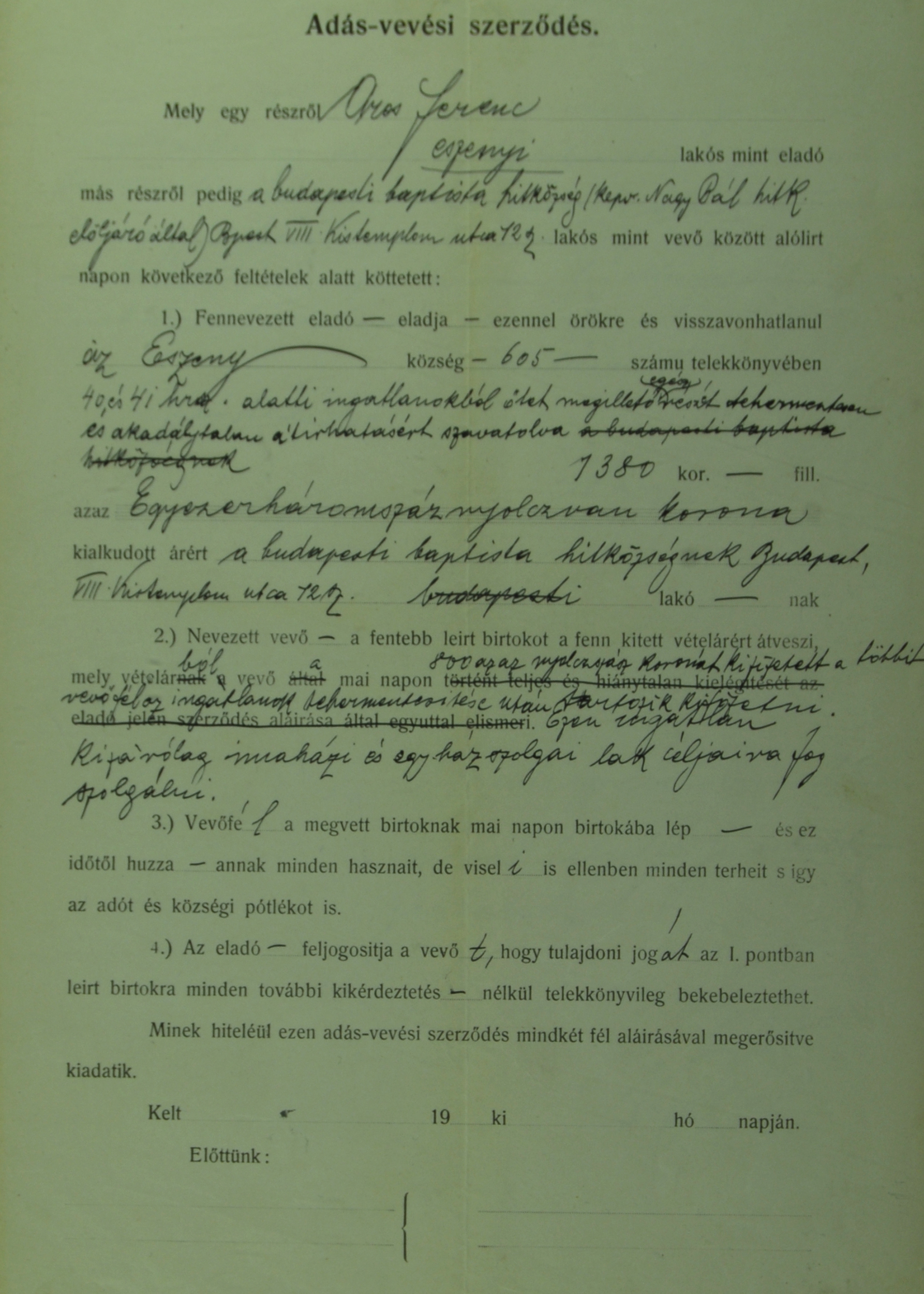
Az eszenyi baptista imaház "adás-vevési" szerződésének, Nagy Pál hitközségi előljáró által, 1912-ben írt tervezete. Ennek egy módosított változata lett később elfogadva.

Levéltári adatok szerint már 1912-ben megvették a később  imaházzá alakított épületet Oros(z) Ferenc eszenyi lakostól, 1380 koronáért, ám 1913-ban bonyodalmak és olyan hátráltatások adódtak, amit Mező Ferenc, a gyülekezet helyi vezetője, “sátáni nagy akadály”-ként jellemez levelében.
1916-ban azután végre elkészült az eszenyi gyülekezet imaháza. Az eszenyi gyülekezet nagy nehézségek árán tudta csak befejezni az 1914-ben elkezdett építkezést. Az említett ellenséges akadályoztatásokon túl, A Nagy Háború elvitte a szakembereket a környékről és még néhány gyülekezeti tagot, köztük Nagy Miklóst is.
Mennybemenetel napján viszont egy bemerítési ünneppel összekötött imaház-átadót szervezett a gyülekezet, amire természetesen meghívták a környék testvériségét is. Vaskó József így foglalta össze az aznap történteket:
“Már 9 órakor megtelt a kápolna belseje, mely ünnepélyt Farkas József testvérünk nyitott meg imával, felolvasva a 122. Zsoltárban található igéket, amit nagyon szépen fejtegetett az imára való buzdító szavakkal. Azután a férfitestvérek buzgó imái szálltak a magasba, majd később a nőké, kérve az Úrnak áldását, békéjét a helyre és a lelkekre, hogy sokan találnák meg ottan üdvüket. Azután pedig Szűcs Ádám t. (most ő az előljárónk) vezette az istentiszteletet,  felolvasta alapigéül Királyok I. k. 8. r., 21-53. v.-ig és ennek alapján ismertette, hogy mennyire kell nekünk szeretni azt a helyet, ahol találkozunk egymással az Úr lábainál. Vigyázzunk tehát, hogy ennek ékessége Krisztus legyen. Istenitisztelet végeztével eszenyi testvéreink ebédhez hívtak bennünket, miközben tagok felvétele is történt. Délután 1/2 4 órakor az imaháztól nagy néptömeg kíséretében kimentünk a Tiszához, hogy ottan az új tagok céljukat elérjék a keresztségben is. Legyen hála a mi Urunknak. Ottan is sok lélek hallotta Isten igéjét. Ott volt több úriember is, akik egész közelről hallgatták Szűcs Á. T-től az alkalmi beszédet, melyet Lukács ev. 9. rész 23-26. verseiből merített. Ismertette a keresztyének önmegtagadását, különben nem lehet senki megtért keresztyén.” 
A bemerítési ünnep után a gyülekezet visszatért az imaházba, ahol együtt úrvacsoráztak az új tagokkal.

## Nehezebb idők
1942-ben írt levelében Kántor Ferenc az eszenyi gyülekezeti vezető Mező Ferenc emlékeire hivatkozva írja:

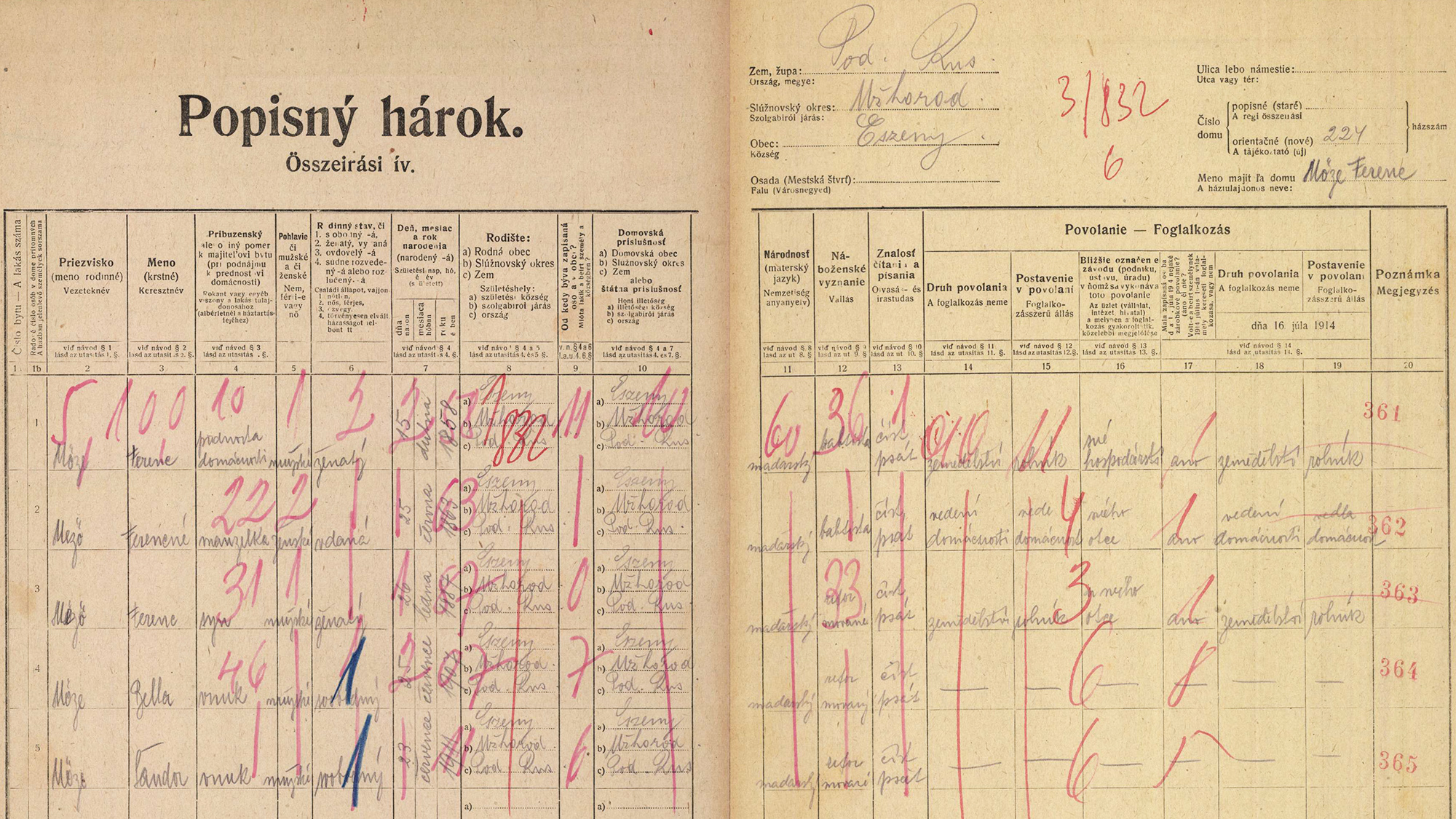
Mező Ferenc és családtagjainak adatai az 1921-es csehszlovák népszámlálási kérdőíven

„A világháború előtt Eszenyben virágzó baptista gyülekezet volt, azután nem volt senki a háború alatt, aki látogatta volna őket és bejött a baj a gyülekezetbe, nem volt senki, aki orvosolta volna a tagokat. Sokan elestek, a világba mentek. Szegény Varga József testvér szintén felkerekedett és elhagyta a körzetet. Megboldogult Stumpf Jenő vette át, azután jött a csehszlovák megszállás.”
A világháború és az anyaországtól való elszakítás a gyülekezet életét nagyon megviselte, aminek hatására “sokan elestek és a világba mentek.” A korábban élénken növekedő és erős közösségből az 1921-es cseh népszámlálási adatok szerint  összesen 3 fő maradt, Mező Ferenc és felesége Kertész Eszter, valamint Halász Ferencné Zsuzsa. Mező Ferencről tudjuk, hogy már 1912. előtt is pénztárosi tisztséget töltött be a hitközség életében. Ezért kétséges, hogy az 1907-ben született Bella és 1911-ben született Sándor gyermekét reformátusnak keresztelte volna, ahogy azt a cseh népszámlálási összeírásban láthatjuk. Minden bizonnyal az összeíró nem akarta vallástalannak írni, viszont a szüleik meg nem mondták őket baptistának, mert (még) nem voltak azok. Innen is sejthető, hogy a valós adatok mások voltak, mint amit az összeírásban látunk. 

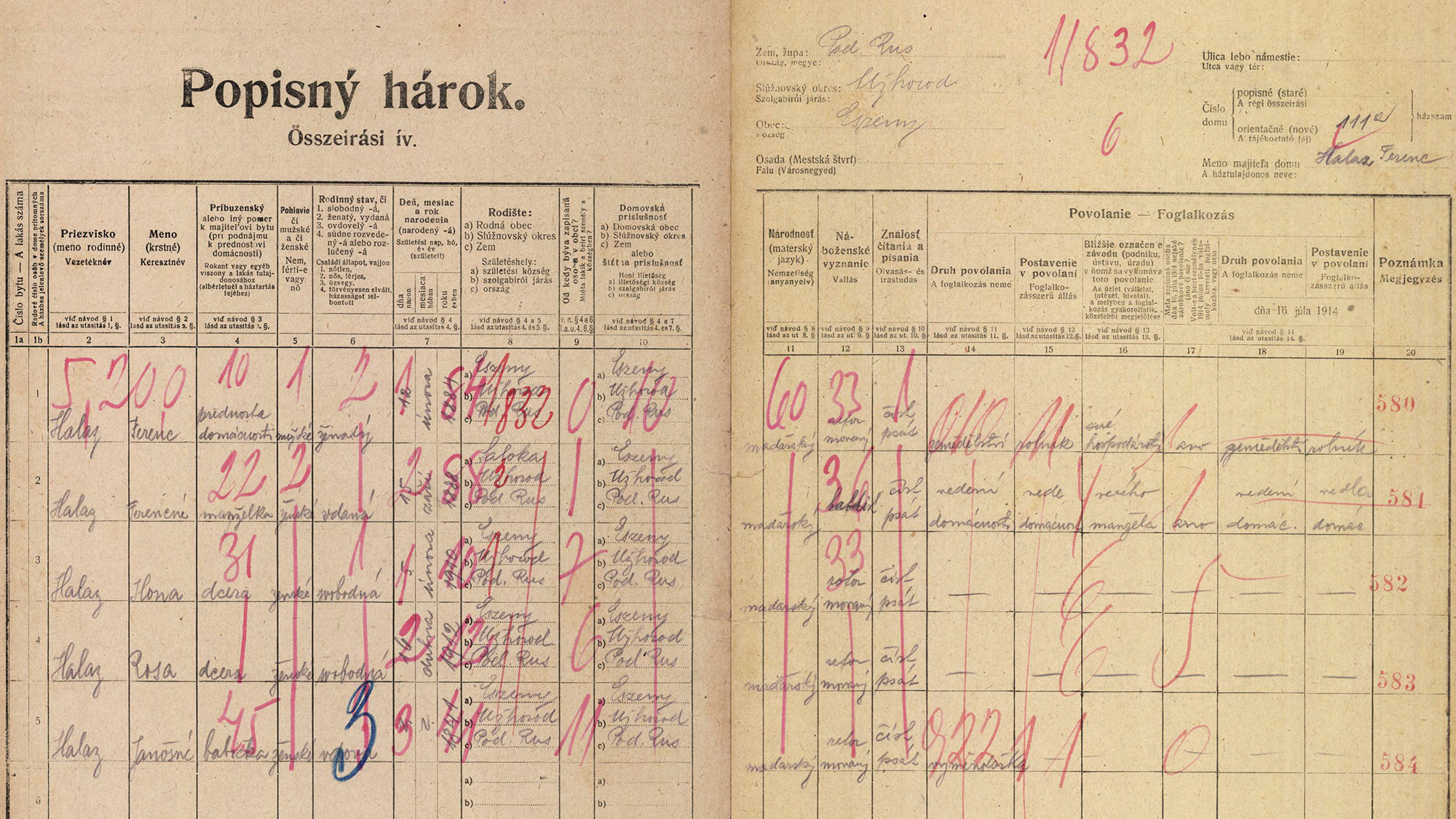
Halász Zsuzsa és családtagjainak adatai az 1921-es csehszlovák népszámlálási kérdőíven

Kovács Sándor az Eszeny községről írt falumonográfiájában úgy tudja, hogy a 22 főt is elérte a 30-as években a baptista közösség létszáma. A nagyobb létszámra enged következtetni dr Gulovics Titusz élménybeszámolója is,  aki 1924-ben járt a gyülekezetben egy vasárnap délutáni istentiszteleten. Érdekes beszámolója alapján egy kis rálátásunk lehet arra, hogy milyen is volt az imaház és a gyülekezet. Leírása szerint az imaház a község közepén volt, ami egy egyszerű, szép, fehér ház, négy kis ablakkal.
„A falai bent is egyszerű fehérre vannak meszelve. A bejárattal szemben két búzakalászos fekete tábla függ. Rajta jelmondatok: “Nálam nélkül semmit sem cselekedhettek!” és “Mi pedig prédikáljuk a megfeszített Krisztust…” A jelmondatok előtt egy – szinte alázatosan egyszerű – kicsi pódium emelkedik. Rajta evangéliumos könyv. Felette primitív vaskaron petróleumlámpa függ, amelyben a hitet szimbolizáló örök világosság lobog. Jobbra és balra nagyon szegényes festetlen padsorok. Oldalt, az egyik falon kezdetleges rajz látható: a magyar tulipán.”
A beszámolóból kiderül, hogy a férfiak és a nők külön oldalon ültek az  imaházban. A férfiak már leginkább idősek voltak, a nők oldalán viszont voltak idősek és fiatalok is, de egytől egyig mindannyian a településen szokásos népi fekete ruhában vettek részt az istentiszteleten. A gyülekezeti éneket vontatottan és mérhetetlen szomorúsággal, könnyes szemmel énekelte a gyülekezet.
Az 1924. év elején Nagydobrony központtal, az akkor Neszmélyből odaköltöző Kántor Ferenc vezetésével Eszeny, Ágcsernyő, Bodrogvécs, Zemplén és Ladamóc külön körzetté alakult. Kántor Ferenc levelében így emlékszik vissza: „A prágai konferencián találkoztam Stumpf testvérrel és ő ott meghívott egy hónapi munkára ezen a vidéken. Láttam a sok bajt és megsajnáltam a lelki beteg testvéreket.”

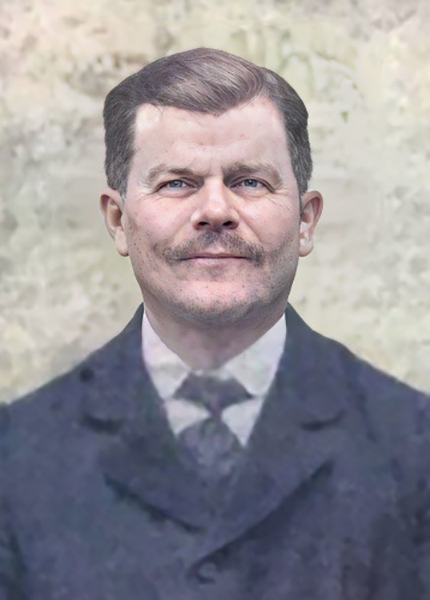
Kántor Ferenc (1871-1945) baptista lelkipásztor

1925. augusztus 21-én Mező Ferenc eszenyi gyülekezeti vezető közli  Nagy Pállal és a budapesti hitközség vezetőségével, hogy nem akarják az eszenyi imaházat a budapesti hitközség nevéről a munkácsi hitközség nevére írni. A munkácsi hitközség vezetője id. Stumpf Jenő volt. Az eszenyiek korábban beleegyeztek és aláírták, hogy az épület a munkácsi hitközség nevére kerüljön, azonban Kántor Ferenc megérkezésével ezt az elhatározásukat megváltoztatták. Tudjuk, hogy a kapcsolat Kántor Ferenc és id. Stumpf Jenő között nem volt felhőtlen és ebből a lépésből is az látszik, hogy már az első évében Kántor Ferenc igyekezett Stumpf Jenőtől függetlenül szervezni a nagydobronyi körzet misszióját. Az is egy érdekesség, hogy az imaház tulajdonjoga a budapesti hitközség nevén maradt és az nem került át Prágába a csehszlovák baptistákhoz 1920-ban.
1939-re olyannyira megfogyatkozott a gyülekezet és a körzet létszáma, hogy már csak összesen nyolc főt jegyez a beküldött országos statisztika.
Egy 1941-ben Kis Feri János által írt levélből kiderül, hogy a nagydobronyi körzetnek 51 tagja volt, ezen belül az eszenyi gyülekezet már csak hét tagot számlál. Kántor Ferenc azonban egy 1942-ben írt levelében nyolc tagot említ.
1942-ben Ágcsernyő, Barkaszó, Bátyú, Bodrogvécs, Csongor, Eszeny, Kisdobrony, Nagydobrony és Szomotor tartozott a nagydobronyi baptista körzethez.
Magyarország Közhivatalainak Cím- és Adattárában Kántor Ferenc helyetteseként Kántor Géza neve szerepel.
Kántor Ferenc egy másik levelében olvashatjuk, hogy az eszenyi gyülekezeti tagok öregek, többen már 80. évnél is idősebbek. Az imaház egyik fala megsüllyedt, a falak megrepedeztek és az épület olyan rossz állapotban van már, hogy veszélyes benne tartózkodni. Az igehirdetés szolgálatával az idős Mező Ferenc van megbízva.

## Az eszenyi baptista misszió elhalása

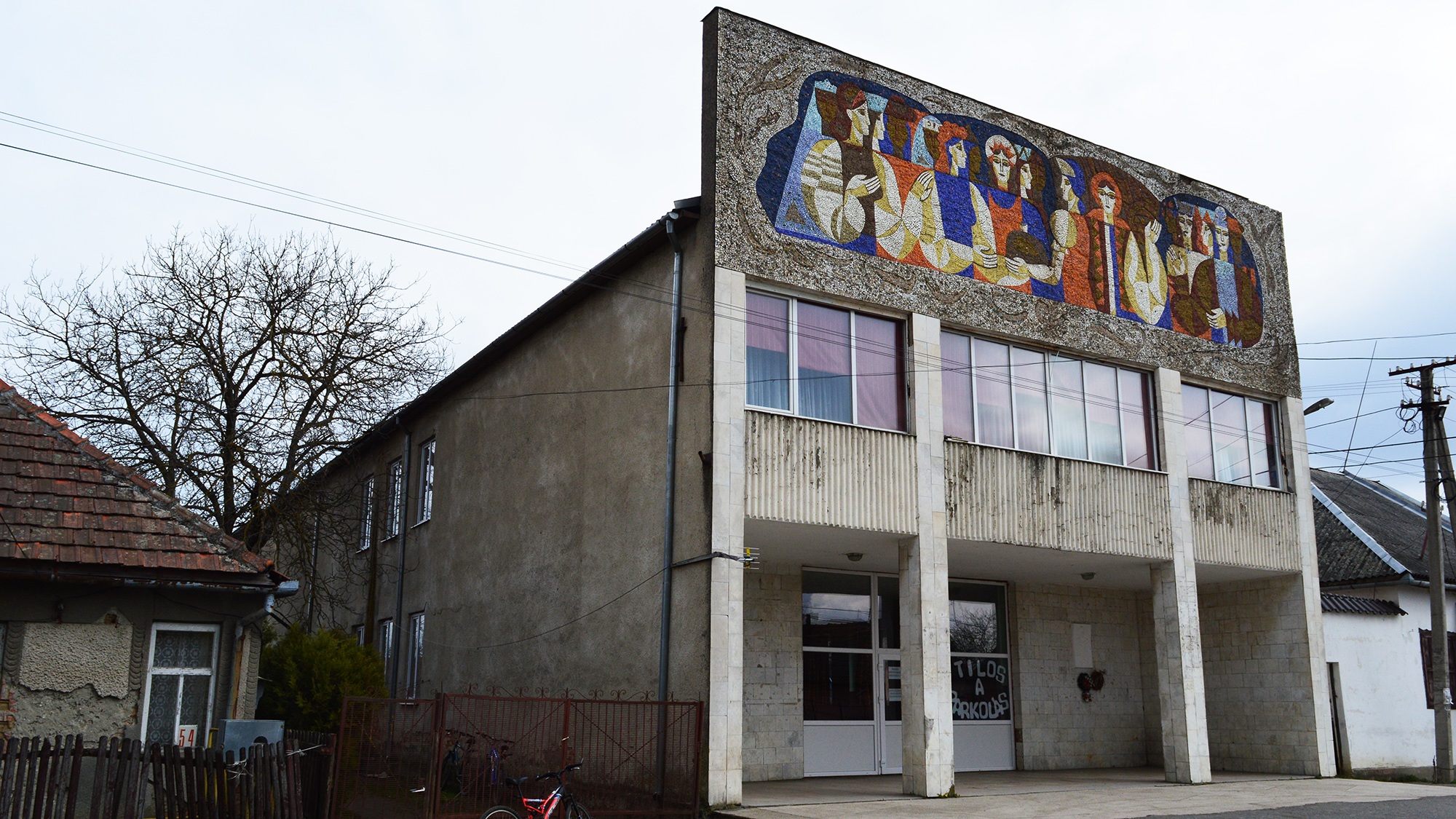
A valamikori baptista imaház helyén, ma a művelődési házat találjuk

Az eszenyi baptista gyülekezetet a szovjet idők beköszöntével, a többi kis létszámú közösséghez hasonlóan elvesztette imaházát. Kárpátalján 1946 márciusában, az elsők között Eszenyben hozták létre a szovjet típusú mezőgazdasági szövetkezetet, amely Nyikita Hruscsov nevét viselte. Rá két évre, Nagy Béla zápszonyi prédikátor emlékei szerint, 1948-ban lett az imaház a helyi termelőszövetkezet tulajdona. Egy kedves emlék maradt fenn még a baptista Halász Ferencné Zsuzsáról. Róla úgy emlékeztek a későbbiek, mint aki a Nagy utca Tiszához eső szélső házában élt egyedül és állandóan egyházi énekeket énekelt.
Kovács Sándor az eszenyi baptistákról és az imaház későbbi sorsáról ezeket írja könyvében:

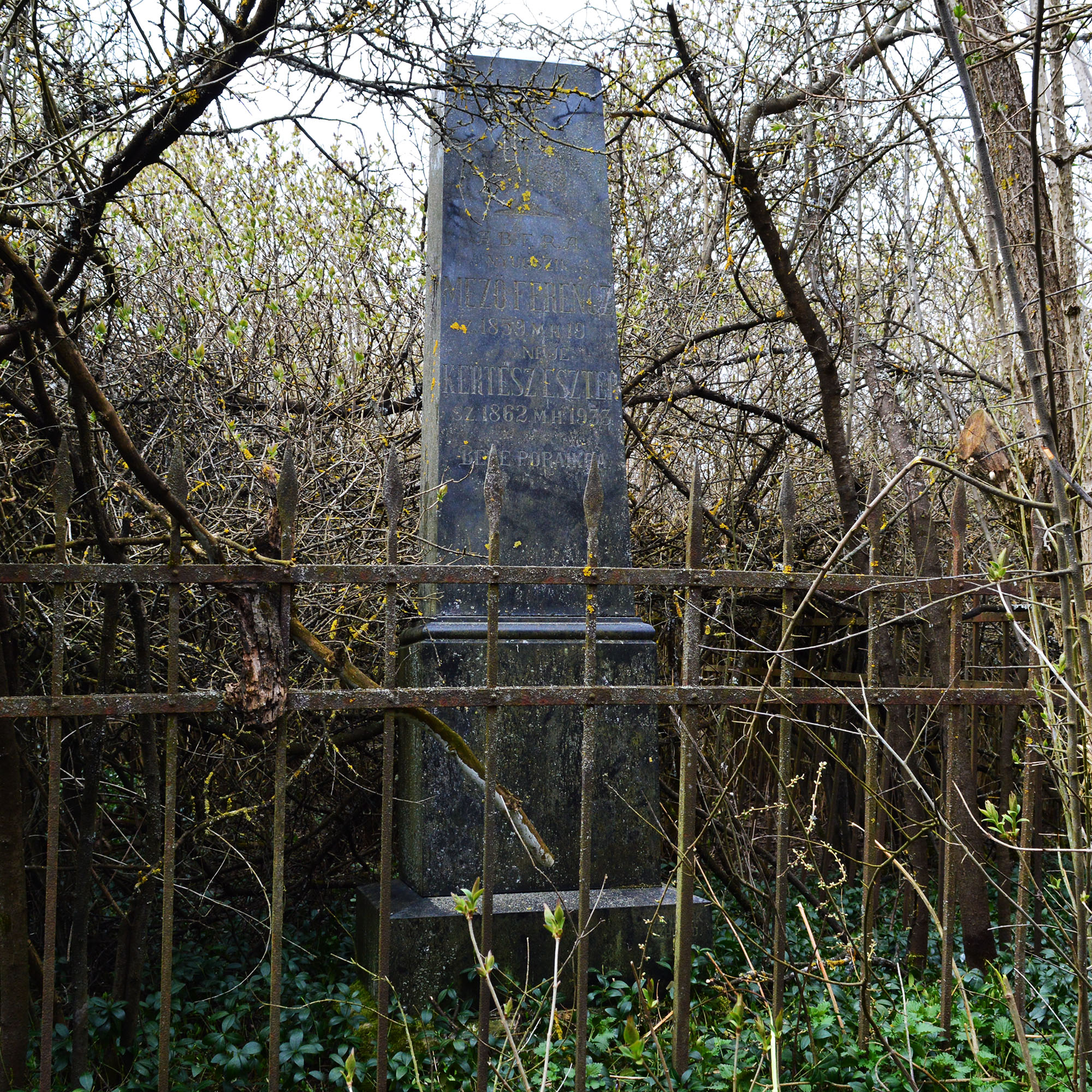
Mező Ferenc és felesége, Kertész Eszter sírhelye az eszenyi baptista temetőben

"A mai művelődési ház helyén egykor szintén imaház állt. A statisztikai adatokból kiderül, hogy Eszenyben a 20. század elején jelentek meg csekély létszámban egyéb felekezetűek. Ezeken belül a konkrét hovatartozást és azok pontos lélekszámát nem ismerjük, mivel a korabeli statisztikai adatokban külön nincsenek megnevezve. Valószínűsíthető, hogy ezek zöme a falubeliek által hívőknek titulált baptisták voltak. Az egyéb felekezetűek lélekszáma a cseh korszakban (az 1930-as években) volt a legmagasabb, 22 főt tett ki.  A baptisták ekkor építhették imaházukat, melyet a falubeliek hívő templomnak neveztek. A hosszház elrendezésű, egyszerű épületet szovjet időben művelődési házzá, mozivá alakították át. A baptisták emlékét őrzi temetőjük, amely a mai községi temető és a zsidó temető között már több mint fél évszázada elhanyagolt állapotban van.
Az imaházból átalakított művelődési házat az 1960-as évek végén elbontották, és helyén az Avangard kolhoz egy kétszintes faluház építését kezdte meg. A maratoni építkezés 1974-ben fejeződött be. Ünnepélyesen felavatták a 365 férőhelyes nézőtérű művelődési házat, a hozzá kapcsolódó kolhozirodát és községházát. A kolhoz megszűnése után az egykori kolhoziroda helyiségeit a községháza, a posta, az orvosi rendelő vette birtokába. Az egykori községháza helyiségeiben ma a Szivárvány Óvoda működik." 
A valamikori baptista imaház GPS-koordinátája: 48.394610 22.269679
A baptista temetőt a falutól 700 méterre, egy elhanyagolt, bokrokkal benőtt területen találjuk, az izraelita temető után. Csak ezután következik a falu temetője. A baptista temetőben Mező Ferenc és felesége, Kertész Eszter sírhelyét lehet csak azonosítani.  A temető GPS-koordinátája: 48.386544 22.258574
A kutatások alatt fellelt gyülekezeti tagok névsora a következő: (Hívő) BADÓ …, HALÁSZ Ferencné Zsuzsa (1888-), MEZŐ Ferenc (1859-19..), Mező Ferencné KERTÉSZ Eszter (1862-1933), NAGY Miklós (18..-19..), SZABÓ … (18..-19..), PAPP Károly (18..-19..)